# Richland (Texas)
Richland város az USA Texas államában, Navarro megyében. Lakosainak száma 255 fő (2020. április 1.).

## Népesség
A település népességének változása:

| 2010 | 264 |
| 2020 | 255 |